# Stanislav Berkovec
Stanislav Berkovec (* 31. května 1956 Slaný) je český novinář, rozhlasový a televizní moderátor, divadelník a politik. Od roku 2013 je poslancem parlamentu za hnutí ANO a od roku 2006 zastupitelem města Slaného. V letech 2016 až 2018 také zastával funkci radního města Slaného.

## Život
Vystudoval střední průmyslovou školu grafickou a vyučil se knihtiskařem. Dále pak studoval Fakultu žurnalistiky University Karlovy, obor reklama a propagace. Těchto znalostí využil jako redaktor Hospodářských novin. Byl reportérem Československého rozhlasu a také moderoval pořad Kontakt, který se vysílal v roce 1991 na ČT1. Mezi rádia, ve kterých vysílal patří: Evropa 2 či Frekvence 1. Později uváděl Snídani s Novou nebo Rady ptáka Loskutáka na TV Nova. Stanislav Berkovec patří rovněž mezi zakládající členy divadelního souboru Dividýlko Slaný, kde od roku 1973 střídavě účinkuje. Rovněž působil i v několika dalších pražských divadelních souborech (Divadlo F. R. Čecha, loutkové divadlo Panák, divadelní soubor Dostavník).
V komunálních volbách v roce 1994 byl zvolen jako nezávislý zastupitelem města Slaného. Ve volbách v roce 1998 a 2002 nekandidoval. Do zastupitelstva se opět vrátil po volbách v roce 2006, kdy uspěl jako nestraník za Volbu pro město. Mandát zastupitele města pak obhájil ve volbách v roce 2010 (nezávislý na kandidátce TOP 09 a SNK Volba pro Slaný), ve volbách v roce 2014 (nestraník za hnutí ANO), ve volbách v roce 2018 (člen ANO) a ve volbách v roce 2022 (ze 4. místa kandidátky ANO).
Do vyšší politiky se pokusil prosadit poprvé v senátních volbách v roce 2012. Jako nestraník navržený TOP 09 s podporou Starostů kandidoval na Litoměřicku. V prvním kole dostal 10,36 procenta hlasů, obsadil čtvrté místo a senátorem se nestal.
Ve volbách do Poslanecké sněmovny PČR v roce 2013 byl zvolen jako nestraník za ANO ve Středočeském kraji.
Ve volbách do Poslanecké sněmovny PČR v roce 2017 obhájil svůj poslanecký mandát ve Středočeském kraji již jako člen ANO1.
Ve volbách do Poslanecké sněmovny PČR v roce 2021 kandidoval za hnutí ANO na 5. místě ve Středočeském kraji. Získal 5 091 preferenčních hlasů, a stal se tak znovu poslancem.
Ve sněmovních volbách v roce 2025 kandiduje na 19. místě kandidátní listiny hnutí ANO ve Středočeském kraji.

### Kontroverze
V březnu 2014 se spolu s poslancem Milanem Šarapatkou a exposlancem Miloslavem Souškem zúčastnil jako pozorovatel kontroverzního referenda o odtržení Krymu od Ukrajiny a jeho připojení k Rusku. Zprávu o jejich návštěvě ve volební místnosti ve městě Sudaku, ve které chválili průběh referenda, vydala agentura Krymskij vektor. Jejich cestu financovala organizace Euroasijská pozorovatelna demokracie a voleb. Dodatečně vyšlo najevo, že za ní stojí belgický pravicový aktivista Luc Michel a že se zabývá nabízením monitoringu voleb nedemokratickým režimům. Žádný z českých účastníků cesty si detailů financování nebyl údajně předem vědom.
Berkovec dokonce tvrdil, že se cesta uskutečnila na jeho vlastní náklady.
Po návratu Berkovec prohlásil, že procesy na Krymu jsou nevratné. V dubnu 2016 navrhl prodloužení termínu zákazu billboardů u dálnic a silnic I. třídy z 5 na 10 let. V důvodové zprávě uvedl argumenty již dříve představené billboardovou lobby, kvůli čemu ho obecně prospěšná organizace Kverulant.org nařkla z korupce.
V roce 2016 podepsal návrh zákona předkladatele Zdeňka Ondráčka (KSČM) na ochranu prezidenta republiky s trestní sazbou až jeden rok vězení.